# Венанций Фортунат читает стихи королеве Радегунде
«Венанций Фортунат читает стихи королеве Радегонде» — картина британского художника Лоуренса Альма-Тадемы, написанная в 1862 году, в бельгийский период его жизни.
На картине изображён эпизод из жизни Франкии эпохи Меровингов: поэт Венанций Фортунат читает стихи Радегунде Тюрингской, вдове франкского короля Хлотаря I. Та внимательно слушает, сидя на стуле, а рядом сидит ещё одна женщина. Встреча происходит в аббатстве Святой Марии города Пуатье, где поэт навестил королеву в 567 году и сочинил по её просьбе церковный гимн в честь передачи аббатству византийским императором Юстином II фрагмента Животворящего Креста.
Искусствоведы констатируют, что ни одна деталь изображения не напоминает о суровости обстановки и быта франкской Галлии VI века и о драматичной судьбе персонажей. Действие разворачивается на затенённой террасе, утварь богата и контрастирует с монашеской одеждой, Венанций Фортунат возлежит в расслабленной позе, как было принято у римлян. По определению А. Шестимирова, персонажи «сближают историю с современностью, и кажется, что искусство и литература, а не войны — единственно возможный путь развития общества».
Известно, что Альма-Тадема написал картину, впечатлённый успехом своей первой крупной работы — «Воспитание детей Хлодвига» (тоже на меровингскую тему). После создания «Венанция Фортуната» художника спросили, почему он постоянно пишет «варваров», и он ответил, что сами по себе варвары значения не имеют, но «они живописны».
Картина хранится в городском музее Дордрехта.